# Hancockia
Hancockia is een geslacht van weekdieren uit de klasse van de Gastropoda (slakken).

## Soorten
- Hancockia burni Thompson, 1972
- Hancockia californica MacFarland, 1923
- Hancockia papillata (O'Donoghue, 1932)
- Hancockia ryrca Er. Marcus, 1957
- Hancockia schoeferti Schrödl, 1999
- Hancockia uncinata (Hesse, 1872)